# Maroantsetra
Maroantsetra, grad s 22 503 stanovnika na sjeveroistoku Madagaskara u Provinciji Toamasini i Regiji Analanjirofo, upravno središte Distrikta Maroantsetra.
Grad je najpoznatiji kao polazna točka turista za otok Nosy Mangabe i Nacionalni park Masoala na poluotoku Masoali istočno od grada. Većinsko stanovništvo ove ruralne općine (kaomina) su pripadnici malgaškog naroda Betsimisaraka.

## Povijest
Maroantsetru je kao naselje osnovao 15. veljače 1774. godine pod imenom Louisbourg francuski pustolov poljskog podrijetla Maurice August Beniovski (1746. – 1786.). On je doplovio do Madagaskara po nalogu francuskog kralja Luja XV. kao zapovjednik Madagaskara. Beniovski je iz Louisbourga vladao kao kralj nad svojom kolonijom sve dok njegovu koloniju nisu 1785. uništili Francuzi koji su ga i poslali u misiju, te ga na kraju ubili kao pobunjenika 24. svibnja 1786. zbog okršaja Nakon tog je Louisbourg spao na maleno domorodačko selo. Na početku 19. stoljeća vojska merinskog kralja Radame I. poduzela je kampanju kako bi pokorila taj dio Madagaskara. Iz tog doba potječe i današnje ime grada.
Po jednoj od lokalnih legendi mjesto je dobilo ime kad je vojska Radame I. u svom pohodu na Betsimisarake opkolila tadašnje selo Ambatomasinu (sveti kamen) i zabola svoja koplja (malgaški Antsetra) oko njega kako bi na taj način prestrašila stanovnike i ograničila im kretanje. Iz toga je nastala sintagma Maro Antsetra (Puno kopalja).
Postoji i druga legenda o podrijetlu imena, po njoj se odbjegli arapski rob po imenu Maroe sklonio u taj kraj i pomogao svojom nadnaravnom sposobnošću njihovim stanovnicima obraniti se od napadača. Nakon toga su mjesto nazvali po njemu Maroantsetra, a ljude iz tog kraja Antimaroa.
U doba francuske kolonijalne uprave početkom 20. stoljeća, mjesto je odabrano za upravno središte tog okruga. Tad su izgrađene prve čvrste građevine od cigle za smještaj uprave i otvorene prve škole i ostala infrastruktura. Maroantsetra je planski građena s ortogonalnim rasporedom ulica. 
Današnja politika usredotočena je na razvoj turizma, u koji se polažu velike nade zbog znamenitosti u okolini.

## Geografska i klimatska obilježja
Maroantsetra se nalazi na sjeveroistočnoj obali Madagaskara u dubini zaljeva Antongile, oko 273 km sjeverno od provincijskog središta Toamasine i oko 586 km od glavnog grada Antananariva. Naselje leži u delti rijeke Antainambalana u Indijski ocean, a njegovu skromnu morsku luku štiti nedaleki otok Nosy Mangabe. Klima je tipična tropska s čestim kišama i visokim temperaturama tijekom cijele godine. 

## Gospodarstvo i promet
Maroantsetra je posljednje naselje do kojeg vodi državna cesta br. 5 (u tom dijelu u vrlo jadnom stanju) uz obalu Indijskog oceana, ali uz brojne prekide jer preko rijeka uopće nema mostova. Tako je grad praktično izoliran za automobilski promet. Lokalni promet prema unutrašnjosti odvija se malim pirogama po rijeci Antainambalani. Turisti se dovoze brodovima i avionima jer grad posjeduje malu zračnu luku (IATA: WMN, ICAO: FMNR), iz koje postoje redovne linije za Antananarivo i Toamasinu koje održava domaća kompanija Air Madagaskar.
Većina stanovnika bavi se poljoprivredom, ribarstvom i turizmom.
Pored grada u pravcu istoka na poluotoku Masoali nalazi se Nacionalni park Masoala, jedan od šest parkova kompleksa parkova kišnih šuma Atsinanane. Nalazi se na UNESCO-ovom popisu svjetske baštine, a na obližnjem otoku Nosy Mangabeu smješten je rezervat prirode do kojeg je moguće doći jedino terenskim vozilima ili brodom.

## Vanjske poveznice
- Maroantsetra  Arhivirana inačica izvorne stranice od 9. kolovoza 2010. (Wayback Machine)